# Durin Serugun
Durin Serugun is een bestuurslaag in het regentschap Deli Serdang van de provincie Noord-Sumatra, Indonesië. Durin Serugun telt 585 inwoners (volkstelling 2010).